# Defensa Tarrasch
La Defensa Tarrasch es una apertura de ajedrez que surge tras los movimientos:
1.d4 d5 2.c4 e6 3.Cc3 c5
La Defensa Tarrasch es una variación del Gambito de dama declinado.
Con la tercera jugada, las piezas negras hacen una agresiva apuesta por el centro. Después de que las blancas jueguen cxd5 y dxc5, las negras quedarán con un peón aislado en d5. Dicho peón puede ser débil, ya que no puede ser defendido por otros peones; pero por otra parte proporciona a las negras un punto de apoyo en el Centro, y los alfiles negros tendrán líneas sin obstáculos para su desarrollo.
La apertura fue defendida por el Maestro de Ajedrez alemán Siegbert Tarrasch, que sostuvo que el incremento en la movilidad del que disfrutan las negras contrarresta la debilidad inherente del peón aislado en el centro. Aunque muchos otros maestros, después de las enseñanzas de Wilhelm Steinitz, rechazaron la Defensa Tarrasch por la debilidad del peón. Tarrasch continuó jugando esta apertura mientras rechazaba otras variaciones del Gambito de dama, hasta el punto de poner en cuestión movimientos rutinarios en todas las variaciones excepto la Tarrasch, a la que él mismo dedicó un signo de exclamación en su libro La partida moderna de ajedrez.
La Defensa Tarrasch está considerada como válida. Incluso si las negras fallan al hacer uso de su movilidad, y terminan en un final atadas a la defensa de su peón aislado, pueden conseguir las tablas si juegan con precisión.
En la Enciclopedia de aperturas de ajedrez, la Defensa Tarrasch tiene los códigos desde D32 a D34.

## Defensa Tarrasch
En la línea principal, las blancas aislarán el peón de dama con 4. cxd5 exd5 e intentarán explotar su debilidad. La posición más común es desarrollar el alfil rey por fianchetto para presionar el peón aislado d5, ya que con 3...c5 se ha reunciado a la posibilidad de proteger el punto d5 por medio de ...c6. 
Después de 4.cxd5, las negras pueden ofrecer el Gambito Hennig-Schara con 4...cxd4. Aunque fue probado una vez por Alekhine, nunca alcanzó popularidad a nivel de maestro y es considerado un buen movimiento para las blancas.
En su tercer movimiento las blancas con frecuencia juegan 3.Cf3 en lugar de 3.Cc3 (en parte para evitar el Hennig-Schara), que después de 3...c5 4.cxd5 exd5 5.Cc3 transpone la línea principal.

### Línea principal: 4. cxd5 exd5 5. Cf3 Cc6 6. g3 Cf6
7. Ag2 Ae7 8. 0-0 0-0
En la práctica moderna, 9.Ag5 es lo más jugado habitualmente, aunque hay otras ideas a tener en cuenta, 9.dxc5 y 9.b3 siendo las principales alternativas. (Otras líneas son 9.Ae3, 9.Af4, y 9.a3.)

### Variación sueca
|       |       |       |       |       |       |       |       |       |  |
|       | a8 rd | b8    | c8 bd | d8 qd | e8 kd | f8 bd | g8 nd | h8 rd |  |
| a7 pd | b7 pd | c7    | d7    | e7    | f7 pd | g7 pd | h7 pd |       |  |
| a6    | b6    | c6 nd | d6    | e6    | f6    | g6    | h6    |       |  |
| a5    | b5    | c5    | d5 pd | e5    | f5    | g5    | h5    |       |  |
| a4    | b4    | c4 pd | d4 pl | e4    | f4    | g4    | h4    |       |  |
| a3    | b3    | c3 nl | d3    | e3    | f3 nl | g3 pl | h3    |       |  |
| a2 pl | b2 pl | c2    | d2    | e2 pl | f2 pl | g2    | h2 pl |       |  |
| a1 rl | b1    | c1 bl | d1 ql | e1 kl | f1 bl | g1    | h1 rl |       |  |
|       |       |       |       |       |       |       |       |       |  |

La Variación Sueca (también llamada la Variación Folkestone) es una complicada línea que comienza con 6... c4. Las negras tienen cuatro contra tres peones en el flanco de dama, e intentarán expandirse con ...b5, mientras que las blancas tienen como objetivo una ruptura central con e4. La línea es considerada como dudosa y raramente es vista en la actualidad.
La Variación Sueca tiene un código ECO D33.

## Defensa Semi-Tarrasch
|       |       |       |       |       |       |       |       |       |  |
|       | a8 rd | b8 nd | c8 bd | d8 qd | e8 kd | f8 bd | g8    | h8 rd |  |
| a7 pd | b7 pd | c7    | d7    | e7    | f7 pd | g7 pd | h7 pd |       |  |
| a6    | b6    | c6    | d6    | e6 pd | f6 nd | g6    | h6    |       |  |
| a5    | b5    | c5 pd | d5 pd | e5    | f5    | g5    | h5    |       |  |
| a4    | b4    | c4 pl | d4 pl | e4    | f4    | g4    | h4    |       |  |
| a3    | b3    | c3 nl | d3    | e3    | f3 nl | g3    | h3    |       |  |
| a2 pl | b2 pl | c2    | d2    | e2 pl | f2 pl | g2 pl | h2 pl |       |  |
| a1 rl | b1    | c1 bl | d1 ql | e1 kl | f1 bl | g1    | h1 rl |       |  |
|       |       |       |       |       |       |       |       |       |  |

La Variación 3... Cf6 4. Cf3 c5 es llamada la Defensa Semi-Tarrasch. A diferencia de la normal Tarrash, las negras no aceptan un peón aislado, ya que tratan de recapturar en d5 con el caballo (la captura 5.cxd5, 5...exd5 hace tiempo que se considera dudosa tras 6.Ag5), pero la negras ceden una ventaja de espacio a las blancas. La pretendida recaptura en d5 con el Cf6 impide a las negras una transposición sin problemas de la Semi-Tarrash si las blancas han jugado 4. Bg5.
Tras 4...c5, las blancas normalmente juegan 5.cxd5 Cxd5 6.e3 o 6.e4, que lleva a diferentes tipos de medio juego y han atraído el interés de fuertes jugadores de ambos colores desde principios del siglo veinte.
La defensa Semi-Tarrasch tiene códigos ECO de D40 a D42.

### Variación Simétrica
En esta línea las blancas renuncian al fianchetto, con un juego directo contra d5, optando por mantener la tensión central desde el momento que juegan 4. e3, después del cual 4... Cf6 5. Cf3 Cc6 es la continuación habitual. Desde esta posición, las blancas pueden elegir entre provocar la creación del peón aislado de negras, aceptar la debilidad para ellas mismas a cambio de un juego de piezas activo, o jugar 6.a3, con la idea de dxc5, seguido por b4 y Ab2, buscando posiciones en las que el tiempo extra será útil si las negras conservan la simetría; así, 6...Ce4, una jugado por Bobby Fisher en su match de candidatos con Tigran Petrosian en 1971, da un giro diferente a los acontecimientos.
La Variación Simétrica tiene un código ECO D40

## Partidas de ejemplo
- Vasja Pirc - Alexander Alekhine, Bled (Eslovénia), 1931

1. d4 d5 2. c4 e6 3. Cc3 c5 4. cxd5 cxd4 (el contragambito Schara-Henning, codi ECO D32) 5. Da4+ (5. Dxd4 Cc6 6. Dd1 exd5 7. Dxd5 Ad7) Ad7 6. Dxd4 exd5 7. Dxd5 Cc6 8. Ag5 Cf6 9. Dd2 h6 10. Axf6 Dxf6 11. e3 0-0-0 12. 0-0-0 Ag4 13. Cd5 Txd5 14. Dxd5 Aa3!! 15. Db3 Axd1 16. Dxa3 Dxf2 17. Dd3 Ag4 18. Cf3 Axf3 19. Df5+ Rb8 20. Dxf3 De1+ 21. Rc2 Tc8 22. Dg3+ Ce5+ 23. Rb3 Dd1+ 24. Ra3 Tc5 0-1
- Tigran Petrosian - Boris Spassky, Campeonato del mundo de 1969, Moscú, 4a partida

1. c4 e6 2. d4 d5 3. Cc3 c5 4. cxd5 exd5 5. Cf3 Cc6 6. g3 Cf6 7. Ag2 Ae7 8. 0-0 0-0 9. Ag5 cxd4 10. Cxd4 h6 11. Ae3 Ag4 12. Cb3 Ae6 13. Tc1 Te8 14. Te1 Dd7 15. Ac5 Tac8 16. Axe7 Dxe7 17. e3 Ted8 18. De2 Ag4 19. f3 Af5 20. Tcd1 Ce5 21. Cd4 Ag6 22. Ah3 Tc4 23. g4 Tb4 24. b3 Cc6 25. Dd2 Tb6 26. Cce2 Ah7 27. Ag2 Te8 28. Cg3 Cxd4 29. exd4 Te6 30. Txe6 Dxe6 31. Tc1 Ag6 32. Af1 Ch7 33. Df4 Cf8 34. Tc5 Ab1 35. a4 Cg6 36. Dd2 Df6 37. Rf2 Cf4 38. a5 Ad3 39. Cf5 Dg5 40. Ce3 Dh4+ 41. Rg1 Axf1 0-1
- Anatoli Kárpov - Garri Kaspárov, Campeonato del mundo de 1984, Moscú, 7a partida

1. d4 d5 2. c4 e6 3. Cf3 c5 4. cxd5 exd5 5. g3 Cf6 6. Ag2 Ae7 7. 0-0 0-0 8. Cc3 Cc6 9. Ag5 cxd4 10. Cxd4 h6 11. Ae3 Te8 12. Db3 Ca5 13. Dc2 Ag4 14. Cf5 Tc8 15. Cxe7+ Txe7 16. Tad1 De8 17. h3 Ah5 18. Axd5 Ag6 19. Dc1 Cxd5 20. Txd5 Cc4 21. Ad4 Tec7 22. b3 Cb6 23. Te5 Dd7 24. De3 f6 25. Tc5 Txc5 26. Axc5 Dxh3 27. Td1 h5 28. Td4 Cd7 29. Ad6 Af7 30. Cd5 Axd5 31. Txd5 a6 32. Af4 Cf8 33. Dd3 Dg4 34. f3 Dg6 35. Rf2 Tc2 36. De3 Tc8 37. De7 b5 38. Td8 Txd8 39. Dxd8 Df7 40. Ad6 g5 41. Da8 Rg7 42. Dxa6 1-0.